# Sozialontologie
Die Sozialontologie ist eine vornehmlich philosophische Teildisziplin, die sich mit der Ontologie, also dem Studium des Wesens sozialer Tatsachen befasst, mit anderen Worten denjenigen Merkmalen der Realität, die auf menschlicher Interaktion beruhen. Beispiele für soziale Entitäten sind Organisationen wie Universitäten oder Staaten, bzw. Institutionen wie Geld, Ehe oder Eigentum. Ein Schwerpunkt ist die Frage nach dem existenziellen Status gemeinschaftlicher Handlungen und sozialer Tatsachen. Die zentrale Frage der Sozialontologie lautet: „Woraus ist unsere soziale Welt gemacht?“

## Reflexionsgeschichte
Unter dem Titel „Studien zur Sozialontologie der Gegenwart“ hat Michael Theunissen 1965 einschlägige Reflexionen im 20. Jahrhundert zum Status des „Anderen“ untersucht: Edmund Husserls transzendentalphilosophische Intersubjektivitätstheorie einerseits, Martin Bubers Philosophie des Dialogs andererseits. Zur Sozialontologie gehören nach Theunissen in der ersten Hälfte des 20. Jahrhunderts auch phänomenologische und existenzphilosophische Denker wie Adolf Reinach, Martin Heidegger, Karl Löwith, Alfred Schütz und Jean Paul Sartre.
Zuvor hatten bereits die Gründungsfiguren der Soziologie wie Émile Durkheim, Max Weber oder Georg Simmel in ihren soziologischen Theorien sozialontologische Fragen nach den „sozialen Tatsachen“, dem „sozialen Handeln“, den „Formen der Wechselwirkungen“ und nach den Grundlagen bzw. dem Aufbau des Sozialen behandelt und je verschieden beantwortet.
Seit der zweiten Hälfte des 20. Jahrhunderts sind aus sprachanalytischer Richtung systematische Überlegungen zur Sozialontologie entwickelt worden (Wilfrid Sellars, David Lewis, Margaret Gilbert, Raimo Tuomela und John R. Searle).

## Untersuchungsgegenstand
Die Sozialontologie untersucht die Seinsweise und die Struktur „sozialer Tatsachen“. Die Existenz solcher Tatsachen, wie etwa die Tatsache, dass ein Stück Papier ein 20-Dollar-Schein ist, lässt sich nicht unproblematisch aus beobachterunabhängigen Tatsachen wie der physischen oder chemischen Beschaffenheit erklären. Es kann zwischen einer basalen, physischen, biologischen oder geistigen Wirklichkeit von Individuen und sozialen Interaktionen sowie dem ontologischen Status, also der Seinsweise, von kollektiven Akteuren unterschieden werden.

## Zentrale Fragen
Methodisch stellt sich die Sozialontologie die Frage: Müssen zur Beschreibung der sozialen Wirklichkeit andere ontologische Kategorien eingeführt werden, oder lässt sich unsere soziale Wirklichkeit mit den bekannten (aber deshalb nicht weniger umstrittenen) Kategorien beschreiben? Können soziale Eigenschaften kausal wirksam werden? Können Gesetze der sozialen Wirklichkeit (sofern sie existieren) auf die Gesetze der Individualpsychologie zurückgeführt werden?
Mit Bezug auf die Debatte der Willensfreiheit wird gefragt, inwiefern soziale Strukturen, bzw. unsere soziale Wirklichkeit, unser Verhalten sowie unser Handeln prägen oder bestimmen.
Ebenfalls von großer Bedeutung ist die Frage, was soziale Normen sind und wie sie Geltung erlangen. Diese Frage ist häufig nicht zu trennen von der Frage nach den Status von Normen allgemein. Es geht jedoch hierbei speziell um Normen, die das Handeln von Gruppen und Gesellschaften beeinflussen oder sogar lenken.

## Grundlegende Positionen
Innerhalb der Sozialontologie gibt es eine Spannung, die sich an zwei sich einander ausschließenden Positionen zeigt:
Dem ontologischen Individualismus zufolge gibt es nur Individuen. Von einer sozialen Wirklichkeit kann also nur dann gesprochen werden, wenn diese sich auf eine individuelle Wirklichkeit reduzieren lässt. Man spricht in diesem Fall auch von einem reduktiven ontologischen Individualismus. Der eliminative Individualismus leugnet die Existenz jeglicher sozialen Entitäten.
Dem ontologischen Kollektivismus zufolge gibt es soziale Entitäten wirklich, und ihnen muss ein eigener ontologischer Status zugewiesen werden. Dieser Kollektivismus wird auch häufig als Holismus bezeichnet und behauptet, dass unsere soziale Wirklichkeit über unsere individuell verfasste Wirklichkeit hinausgeht.

## Vertreter
Durch Wilfrid Sellars sprachliche Analyse von Wir-Sätzen ist der Grundstein für die moderne Sozialontologie gelegt worden. Mit dieser Debatte ist der Begriff der Wir-Intentionalität eingeführt worden, der bis heute vielfältig diskutiert wird. Wir-Intentionalität, so die Verfechter, sei die grundlegendste Form von Gemeinschaftlichkeit. Indem zwei Personen sich auf ein gemeinsames Ziel festlegen, strukturieren sie ihr Handeln in der Weise, dass sich nicht mehr von zwei Einzelhandlungen (oder Handlungsketten), sondern von einer gemeinsamen Handlung sprechen lässt. Verbunden mit diesem Phänomen sind die Fragen nach gemeinsamem Wissen, gemeinsamen Absichten und gemeinsamen oder geteilten Überzeugungen. Besonders einflussreich waren hier die Arbeiten von David Lewis, Margaret Gilbert, Raimo Tuomela und John R. Searle.
Margaret Gilbert entwickelte eine holistische Theorie, die sie „Theorie der Pluralsubjekte“ nennt. Pluralsubjekte sind soziale Gruppen, die „als Einheit“ handeln. Sie knüpft damit an die Arbeit von Georg Simmel an, der das Bewusstsein von Individuen zu einer Einheit verschmelzen sah.
Raimo Tuomela entwickelte eine Theorie, die sich individualistischer auffassen lässt. Für Tuomela sind Wir-Intentionen die Bedingung für Gemeinschaftshandeln. Sie bilden sich in einem Prozess heraus, der „das Schließen expliziter oder impliziter Vereinbarungen umfasst“ (Tuomela 1995, S. 425).
John R. Searle teilt die Welt in rohe Tatsachen und soziale Tatsachen. Für letztere ist immer kollektive Intentionalität notwendig. Für Searle sind aber besonders die institutionellen Tatsachen interessant, was beispielsweise Obama zum Präsidenten der USA macht. Diese Tatsache, die sich nur institutionell begreifen lässt, kann man mit drei Konzepten erklären: (1) kollektiver Intentionalität, (2) Funktionszuweisungen und (3) konstitutiven Regeln. Funktionszuweisungen sind typische Handlungen von Menschen: Ein bunter Papierschein bekommt die Funktion, Geld zu sein. Damit diese Funktion gültig bleibt, benötigt man konstitutive Regeln der Form „X gilt als Y in Kontext C“. Nach eigenem Anspruch überwindet er die Trennung zwischen ontologischem Individualismus und ontologischem Kollektivismus, da er zwischen epistemischer und ontologischer Objektivität unterscheidet. Ein Geldschein ist dann epistemisch objektiv ein Geldschein, ontologisch objektiv ein Stück Papier.